# 医師ヨハン
『医師ヨハン』（朝: 의사요한）は2019年7月19日から2019年9月7日までSBSで放送されていた大韓民国のテレビドラマである。

## あらすじ
ミステリアスな痛みの原因を探していくハンセ病院ペインクリニック所属の医師たちのストーリー。

## 出演

### 主要人物
チャ・ヨハン：チソン
ハンセ病院ペインクリニック科の教授。
カン・シヨン：イ・セヨン
ペインクリニック科レジデント。
ソン・ソッキ：イ・キュヒョン
ソウル南部地検の検事。
イ・ユジュン：ファンヒ
ペインクリニック科のフェロー。

### ハンセ病院の人物
ミン・テギョン：キム・ヘウン
シヨンの母親。ペインクリニック科長。
カン・イムン：オム・ヒョソプ
ハンセ病院の院長。
カン・ミレ：チョン・ミナ
シヨンの妹。ペインクリニック科レジデント。
ハン・ミョンオ：キム・ヨンフン
ハンセ病院法務チーム弁護士。
ミン・ジュギョン：オ・スンヒョン
テギョンの妹。ペインクリニック科教授。
クォン・ソク：チョン・ジェソン
ペインクリニック科教授。
ホ・ジュン：クォン・シヒョン
ペインクリニック科レジデント。
キム・ウォニ：オ・ヒョンジュン
ペインクリニック科レジデント。
ホン・ヨンジン：ソン・サン
ペインクリニック科の看護師。
ナ・ギョンア：イ・ユミ
ペインクリニック科の看護師。

### その他周辺人物
チェ・ウンジョン：シン・ドンミ
ホスピスセンター緩和医療チーム看護師。

### カメオ出演
カン・イス：チョン・ノミン
シヨンの父親。イムンの兄。ハンセ病院理事長。
オ・ジョンナム：チョン・インギ
ヨハンが収監されていた刑務所の所長。

## 日本での放送
2020年2月28日よりCSチャンネルKNTVにて日本で初めて放送された。
- KNTV：2020年2月28日[13] - 2020年4月17日[14] （毎週金曜 20時50分 - 23時15分）※二話連続放送。4月10日と4月17日は22時00分から22時30分迄放送。
  - 同上：2020年3月21日[15] - 2020年5月9日[16] （毎週土曜 9時00分 - 11時30分）※再放送、二話連続放送
  - 同上：2020年6月12日[17] - 2020年7月9日[18] （毎週火〜金曜 8時30分 - 9時45分）※再放送
- WOWOW：2020年12月15日[19] - 2021年1月12日[20]（毎週月〜金曜 8時15分 - 9時30分）
  - 同上：2022年6月7日 - 2022年7月1日（毎週月〜金曜 9時45分 - 11時00分）※再放送
- ホームドラマチャンネル：2021年5月10日[21] - 2021年6月29日[22] （毎週月・火曜 14時00分 - 15時15分）
  - 同上：2021年5月11日[23] - 2021年6月29日[24]（毎週火曜 21時00分 - 23時30分）※再放送、二話連続放送
  - 同上：2021年7月12日[25] - 2021年9月6日[26]（毎週月曜 1時30分 - 4時00分）※再放送、二話連続放送
- LaLa TV：2022年1月2日 - 2022年1月3日[27]（日・月曜 13時00分 - 翌00時00分）※8話連続放送
  - 同上：2022年3月10日[28] - 2022年3月31日[29]（毎週月〜金曜 15時30分 - 17時00）
  - 同上：2022年5月2日 - 2022年5月23日[30]（毎週月〜金曜 8時00分 - 9時30分）
- TBSチャンネル1：2022年10月12日 - 2022年10月24日（毎週月〜金 20時30分 - 22時50分）※二話連続放送
  - 同上：2022年10月26日（25日深夜） - 2022年11月5日（4日深夜）（毎週火〜土 3時30分 - 5時50分（毎週月〜金 27時30分 - 29時50分））※再放送、二話連続放送
- TBSチャンネル2：2022年12月15日 - 2022年12月26日（毎週月〜金 12時00分 - 14時20分）※二話連続放送

## 賞とノミネート

### 受賞
- 2019年「第12回コリアドラマアワード 優秀男優賞」（イ・キュヒョン）
- 2019年「SBS演技大賞 優秀女優賞」（イ・セヨン）
- 2019年「SBS演技大賞 子役賞」（ユン・チャニョン）

### ノミネート
- 2019年「SBS演技大賞 最優秀男優賞」（チソン）
- 2019年「SBS演技大賞 優秀男優賞」（イ・キュヒョン）
- 2019年「SBS演技大賞 ベストカップル賞」（チソン、イ・セヨン）